# Pongdzsongsza
A Pongdzsongsza (hangul: 봉정사, handzsa: 祗林寺, RR: Bongjeongsa; A főnix temploma) Dél-Korea Észak-Kjongszang (Gyeongsang) tartományában, Andong városában található Silla-kori templom, melyet a legenda szerint egy Iszang desza (의상대사, Uisang daesa) nevű szerzetes alapított 682-ben, Sinmun sillai király második uralkodási évében. Itt található Korea legrégebbi fennmaradt faépülete, a Kungnakcson (극락전, Geungnakjeon) csarnok, amely  Dél-Korea 15. nemzeti kincse.

## Története
A legenda szerint Iszang desza (Uisang daesa) szerzetes alapította, egyes források szerint 672-ben, Munmu király idejében, más források szerint tíz évvel később épült. A Kungnakcson (Geungnakjeon) csarnokban talált dokumentumok szerint Iszang desza (Uisang daesa) tanítványa,  Nungin Teduk (Neungin Daedeuk) alapította templomot.

## Kincsek
A Kulturális Örökségvédelmi Hivatal besorolása szerint a templom területén két nemzeti kincs (15, 311) és hét kincs (55, 448, 449, 1614, 1620, 1642, 1643) található. Ezek egy része épület, más részük Buddhaszobor illetve buddhista festmény.

## Képek

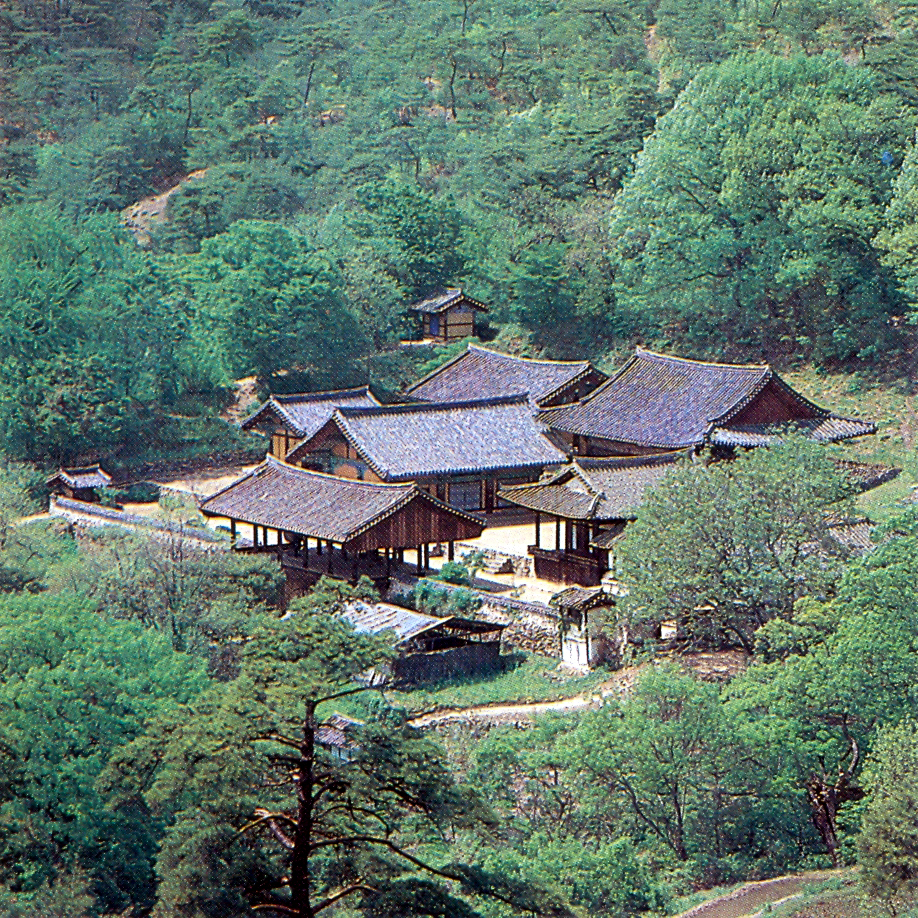
A templom egy része madártávlatból
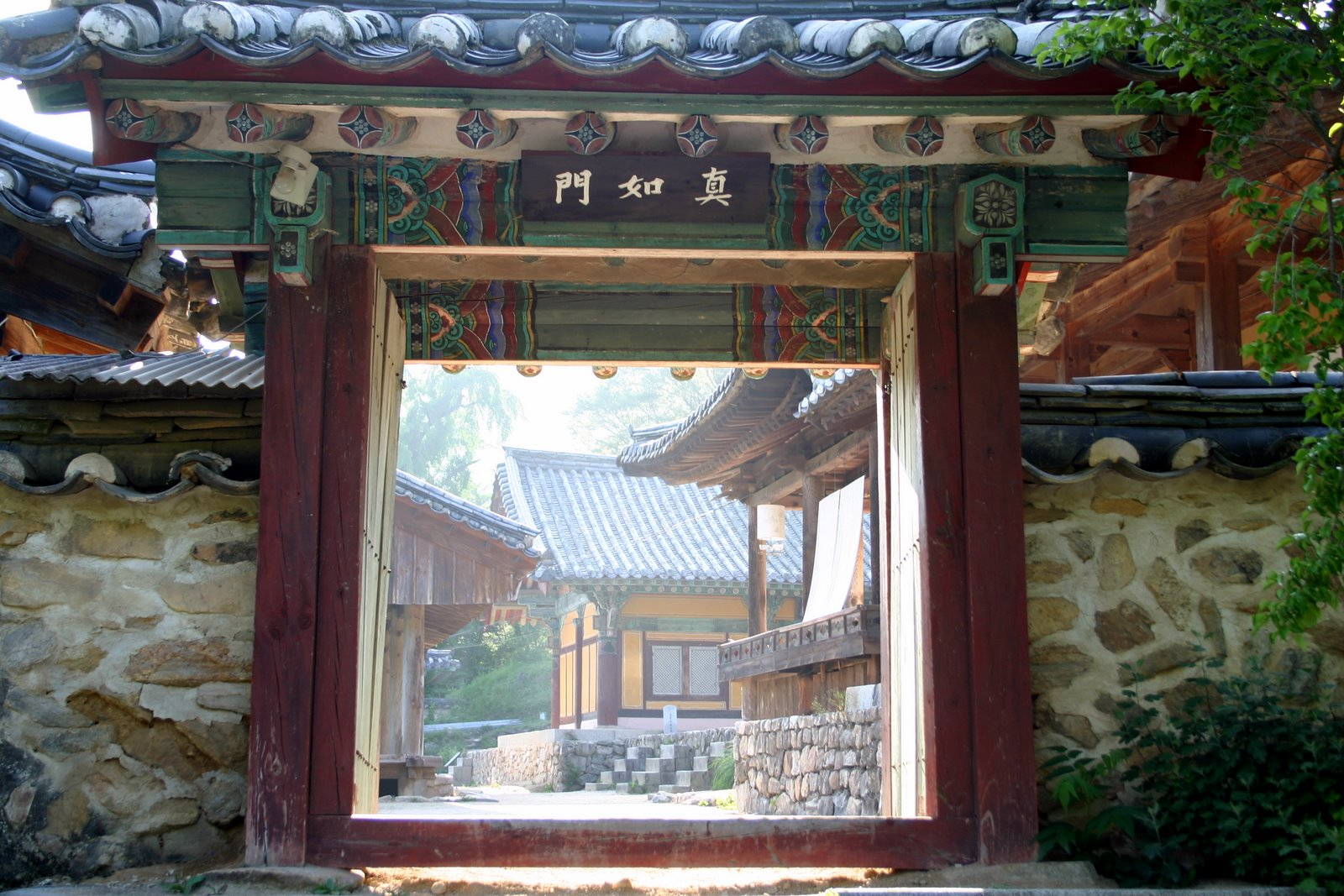
Kapu a templomban
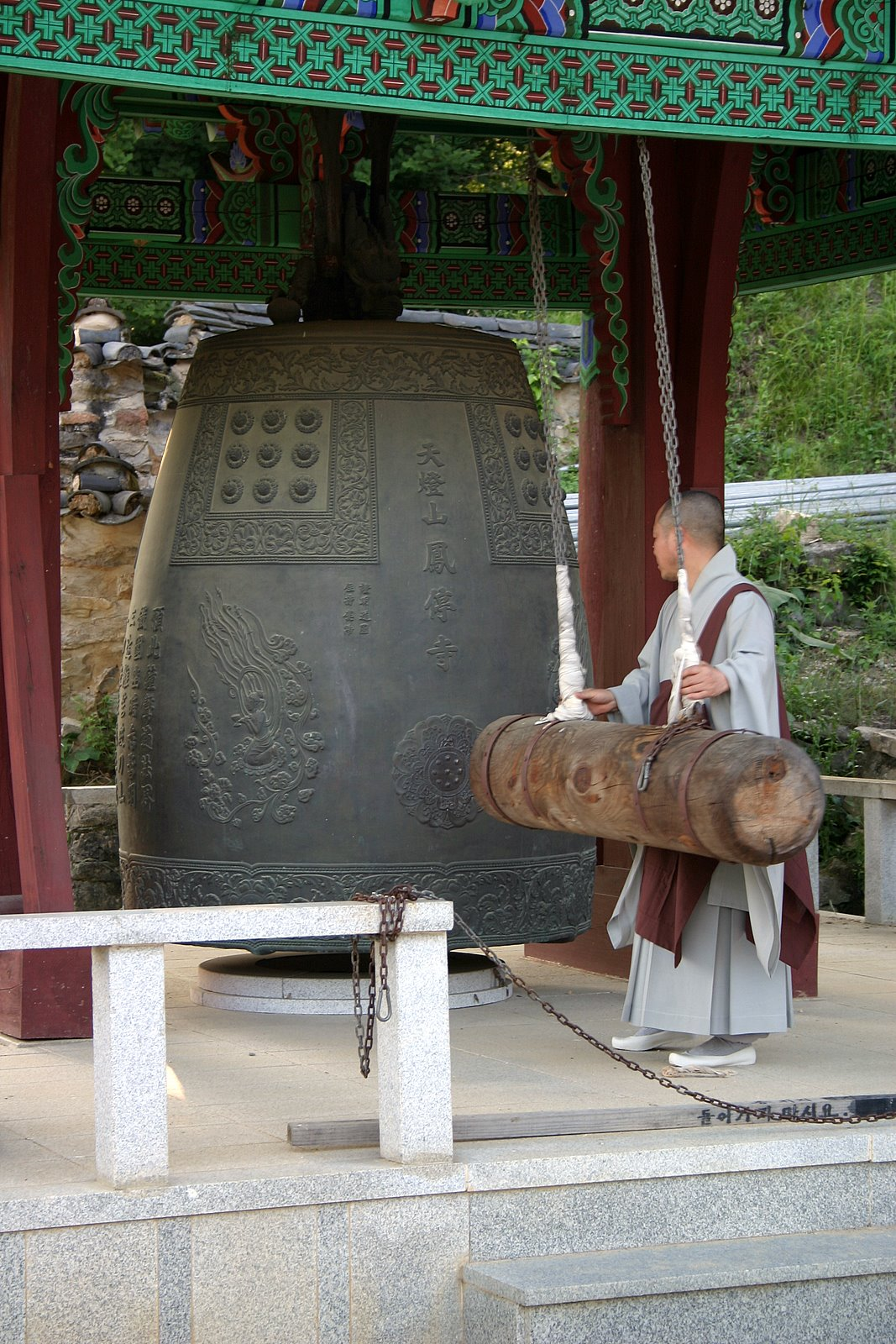
Buddhista szerzetes a templom harangját szólaltatja meg
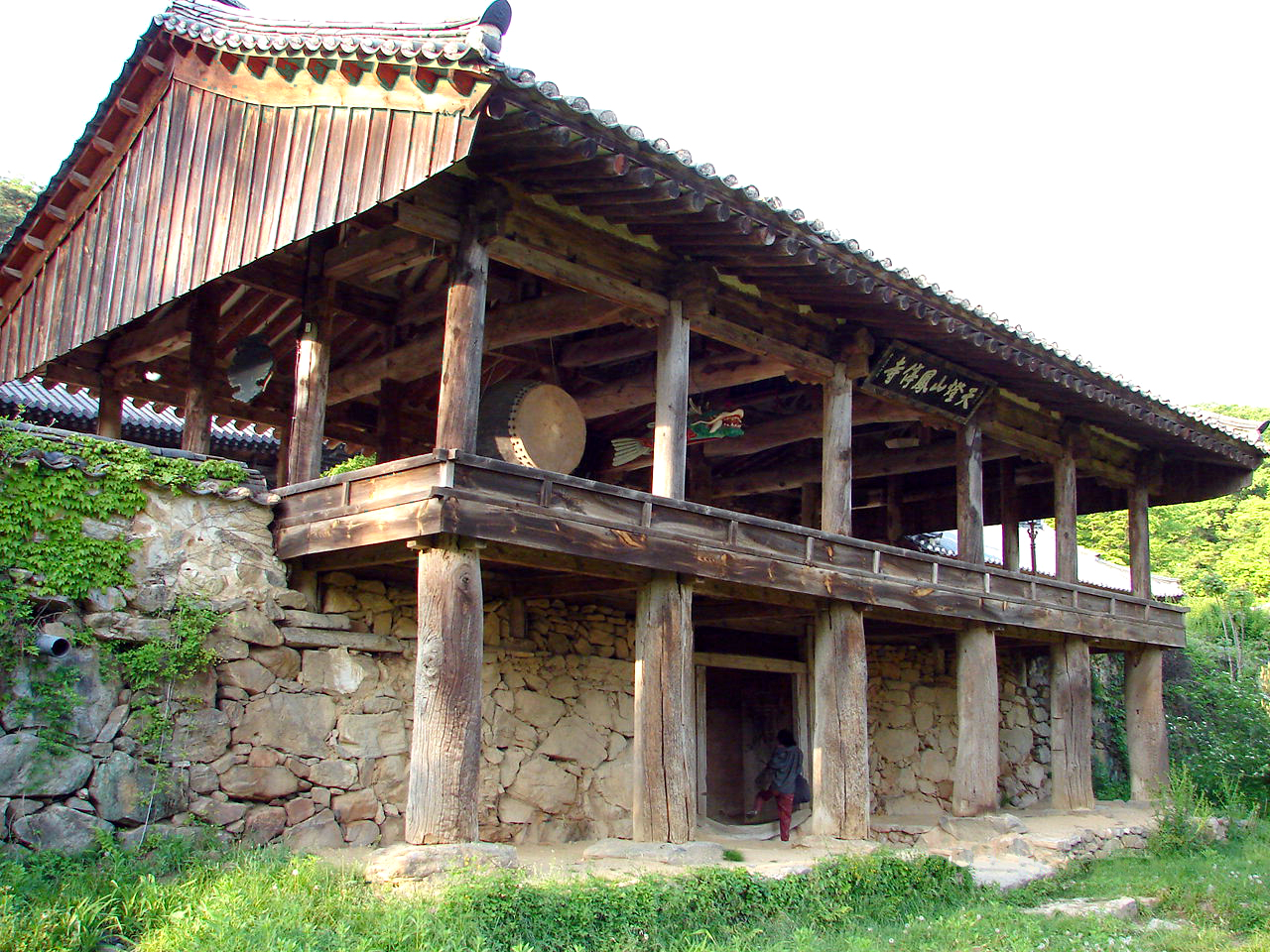
Manszeru (Manseru)-pavilon
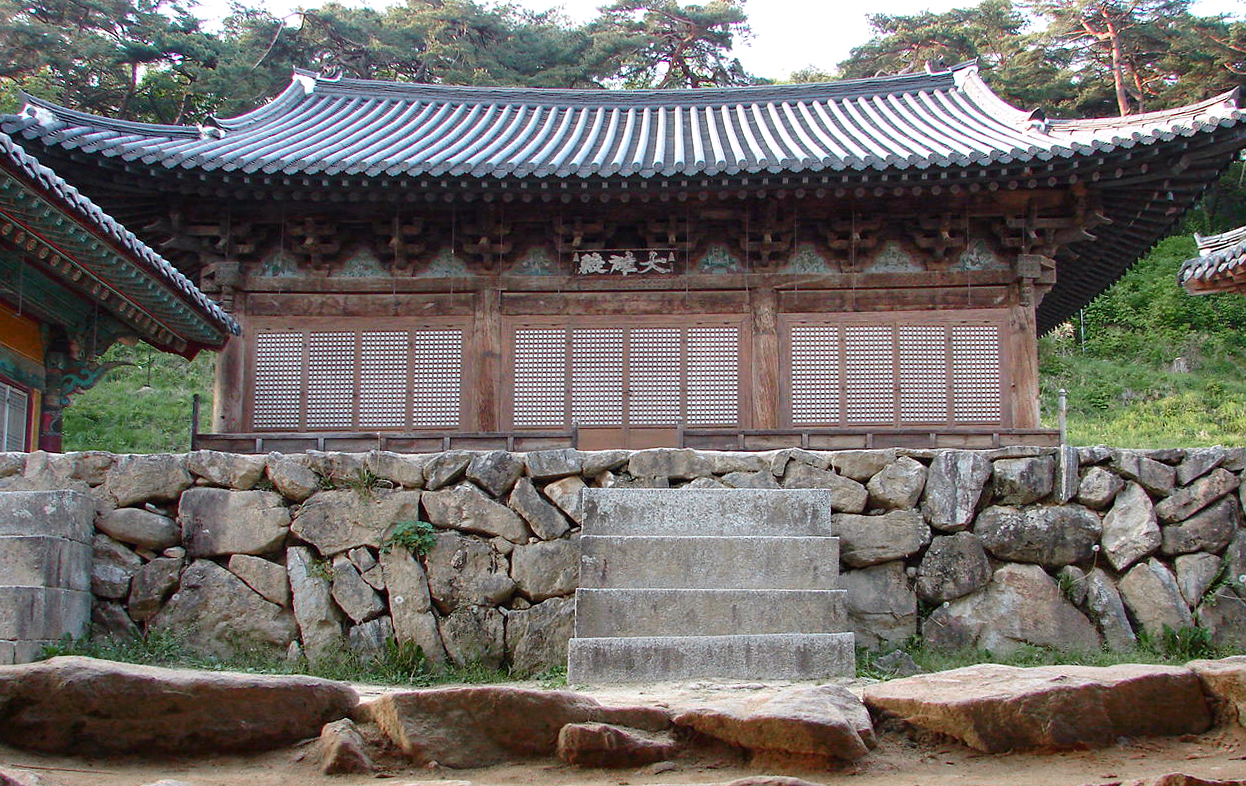
Teungdzson (Daeungjeon), 311. nemzeti kincs